# 波号第二百六潜水艦
波号第二百六潜水艦（はごうだいにひゃくろくせんすいかん）は、日本海軍の未成潜水艦。波二百一型潜水艦の6番艦。太平洋戦争後2回沈没し、最後は調査のうえ解体された。

## 艦歴
マル戦計画の潜水艦小、第4911号艦型の6番艦、仮称艦名第4916号艦として計画。1945年3月19日、川崎重工業泉州工場で起工。
5月1日、波号第二百六潜水艦と命名されて波二百一型潜水艦の6番艦に定められ、本籍を舞鶴鎮守府と仮定。
7月6日、艤装員事務所を泉南郡多奈川町楠第二工場内に設置し事務を開始。10日、進水。
終戦時未成。8月17日、工事中止が発令され工程90%で工事中止。25日、台風に遭遇し川崎重工業泉州工場岸壁で沈没。
1946年4月頃浮揚。5月6日、紀伊水道でアメリカ海軍により海没処分された。
1952年頃、調査のため浮揚されて川崎重工業神戸工場へ送られ、調査研究の終了後に解体された。

## 艤装員長
1. 蔭山弘 大尉：1945年7月8日 - 1945年8月15日